# Barbara Wilk
Barbara Wilk Ślizowska (Cracovia, Polonia; 4 de febrero de 1935-2 de febrero de 2023) fue una gimnasta polaca que participó en dos Juegos Olímpicos y ganó una medalla olímpica.

## Carrera
Su primera aparición en Juegos Olímpicos fue en Helsinki 1952, donde finalizó en el lugar 65 entre 132 participantes en la viga de equilibrio, en el lugar 37 en la prueba de piso, en el lugar 38 en la prueba de barras asimétricas, en el lugar 125 en la prueba de salto y en el lugar 76 en la prueba de combinado; mientras que en las pruebas por equipo finalizó en el lugar 14 entre 16 equipos en la prueba de aparatos y en octavo lugar en la prueba de combinado.
Participaría nuevamente en la edición de Melbourne 1956 donde ocupó el lugar 43 entre 64 participantes en la viga de equilibrio, en el lugar 47 en la prueba de piso, en el lugar 32 en las barras asimétricas, en el lugar 50 en salto y en el lugar 45 en el combinado individual. En las pruebas por equipo terminó en cuarto lugar en el combinado y ganaría la medalla de bronce en la prueba de aparatos.
También obtuvo dos medallas de plata en el Festival Mundial de la Juventud y los Estudiantes en Varsovia en 1955.

## Distinciones
- Cruz al Mérito de Polonia